# Rob DiMaio
Robert Charles „Rob“ DiMaio (* 19. Februar 1968 in Calgary, Alberta) ist ein ehemaliger kanadischer Eishockeyspieler und derzeitiger -funktionär italienischer Herkunft. Während seiner aktiven Karriere bestritt er zwischen 1984 und 2006 unter anderem 956 Spiele für die New York Islanders, Tampa Bay Lightning, Philadelphia Flyers, Boston Bruins, New York Rangers, Carolina Hurricanes und Dallas Stars in der National Hockey League auf der Position des rechten Flügelstürmers. Darüber hinaus errang er mit der kanadischen U20-Nationalmannschaft bei der Junioren-Weltmeisterschaft 1988 den Titel. Seit Mai 2024 ist er im Management der Ottawa Senators tätig.

## Karriere
DiMaio startete seine Juniorenkarriere in der Saison 1984/85 zunächst bei den Kamloops Blazers in der Western Hockey League. Gleich zu Beginn seiner zweiten WHL-Spielzeit wurde der Stürmer an den Ligakonkurrenten Medicine Hat Tigers abgegeben, wo er bis zum Frühjahr 1988 drei überaus erfolgreiche Spieljahre verbrachte. In den Jahren 1987 und 1988 gewannen die Medicine Hat Tigers jeweils sowohl den President’s Cup als auch den prestigeträchtigen Memorial Cup. Beim zweiten Memorial-Cup-Triumph kristallisierte sich DiMaio als bester Spieler des Wettbewerbs heraus und wurde zusätzlich mit der Stafford Smythe Memorial Trophy und der Wahl ins All-Star-Team bedacht.
Nachdem der Angreifer bereits im NHL Entry Draft 1987 in der sechsten Runde an 118. Position von den New York Islanders aus der National Hockey League ausgewählt worden war, wechselte er im Sommer 1988 in die Organisation der Islanders und somit ins Profilager. In seinen ersten beiden Profijahren wechselte DiMaio immer wieder zwischen den Islanders und deren Farmteam, den Springfield Indians, aus der American Hockey League hin und her. So war er aber auch in der Lage mit den Indians am Ende der Spielzeit 1989/90 den Calder Cup zu erringen. Die Saison 1990/91 bedeutete jedoch einen Rückschritt in der Entwicklung des jungen Flügelstürmers, nachdem er verletzungsbedingt ligaübergreifend nur 13 Partien absolvierte. In der Saison 1991/92 erarbeitete sich DiMaio aber schließlich einen Stammplatz im Kader der New York Islanders.
Dennoch kam die Zeit des Kanadiers bei den Islanders im Juni 1992 zu einem abrupten Ende, nachdem er vom Expansion-Franchise Tampa Bay Lightning im NHL Expansion Draft 1992 ausgewählt worden war. Bei den Lightning erhielt DiMaio eine tragende Rolle und erzielte 24 Scorerpunkte. Im März 1994 trennte sich Tampa von seinem Stürmer und gab ihn für Jim Cummins und ein Viertrunden-Wahlrecht im NHL Entry Draft 1995 an die Philadelphia Flyers ab. In Philadelphia verbrachte der Stürmer zwei erfolgreiche Jahre, in denen das Team in den Play-offs der Saison 1994/95 bis in die Vorschlussrunde vordringen konnte. Kurz vor Beginn der Spielzeit 1996/97 entzweiten sich die Wege zwischen dem Spieler und dem Flyers-Team, als dieses ihn auf die Waiver-Liste setzte. Von dort wählten die San Jose Sharks DiMaio aus, um ihn aber umgehend für ein Fünftrunden-Wahlrecht im NHL Entry Draft 1997 an die Boston Bruins abzugeben.
Bei Boston blieb der Stürmer ganze vier Spielzeiten und wurde erst am Ende der Saison 1999/2000 für Mike Knuble zu den New York Rangers transferiert. Während seiner Zeit in Boston hatte DiMaio in der Spielzeit 1996/97 mit 13 Toren und 27 Scorerpunkten jeweils Karrierebestwerte aufgestellt. Seine Zeit bei den Rangers war allerdings nicht von langer Dauer und hielt lediglich zwölf Spiele an. Im August wurden er und Darren Langdon für Sandy McCarthy und ein abermaliges Viertrunden-Wahlrecht im NHL Entry Draft 2001 an die Carolina Hurricanes abgegeben. Auch hier wurde der rechte Flügelstürmer nicht sesshaft. Da sein auslaufender Vertrag im Sommer 2002 nicht verlängert worden war, unterschrieb er als Free Agent bei den Dallas Stars. Dort gehörte DiMaio drei Jahre lang bis zum Sommer 2004 zum Kader.
Durch den Lockout und den damit verbundenen Ausfall der NHL-Saison 2004/05 entschied sich DiMaio die Zeit in Europa zu überbrücken. Zunächst spielte er von November bis Dezember einen Monat für die SCL Tigers in der Schweizer Nationalliga A. Kurz vor Weihnachten wechselte er in die italienische Serie A1 zu den HC Milano Vipers. Mit diesen gewann er am Saisonende die Italienische Meisterschaft. Zur Spielzeit 2005/06 kehrte der Stürmer nach Nordamerika und zu den Tampa Bay Lightning zurück. Im Sommer 2006 beendete er schließlich seine aktive Karriere.
Im Anschluss arbeitete DiMaio auf Funktionärsebene. In der Saison 2007/08 war DiMaio Scout bei seinem Ex-Team Dallas Stars. Selbige Position füllte er von 2008 bis 2012 bei den St. Louis Blues aus, ehe er dort zum Director of Professional Scouting bzw. 2015 zum Director of Player Personnel befördert wurde. Nach 14 Jahren bei den Blues wurde DiMaio im Mai 2022 als Assistent von General Manager Pat Verbeek von den Anaheim Ducks verpflichtet. Dort übernahm er auch die Rolle des „GM“ bei deren Farmteam, den San Diego Gulls aus der American Hockey League (AHL). Beide Positionen hatte er bis Ende der Saison 2023/24 inne, ehe er im Mai 2024 als „Director of Player Personnel and Professional Scouting“ von den Ottawa Senators engagiert wurde.

### International
Auf internationaler Ebene vertrat DiMaio sein Heimatland bei der Junioren-Weltmeisterschaft 1988 in Moskau. Dabei konnte der Stürmer an der Seite von Joe Sakic, Mark Recchi und Theoren Fleury in sieben Turnierspielen ein Tor erzielen. Am Ende der Titelkämpfe gewannen die Kanadier die Goldmedaille.

## Erfolge und Auszeichnungen
| - 1987 President’s-Cup-Gewinn mit den Medicine Hat Tigers - 1987 Memorial-Cup-Gewinn mit den Medicine Hat Tigers - 1988 President’s-Cup-Gewinn mit den Medicine Hat Tigers - 1988 Memorial-Cup-Gewinn mit den Medicine Hat Tigers | - 1988 Stafford Smythe Memorial Trophy - 1988 Memorial Cup All-Star Team - 1990 Calder-Cup-Gewinn mit den Springfield Indians - 2005 Italienischer Meister mit den HC Milano Vipers |

### International
- 1988 Goldmedaille bei der Junioren-Weltmeisterschaft

## Karrierestatistik

### International
Vertrat Kanada bei:
- Junioren-Weltmeisterschaft 1988

(Legende zur Spielerstatistik: Sp oder GP = absolvierte Spiele; T oder G = erzielte Tore; V oder A = erzielte Assists; Pkt oder Pts = erzielte Scorerpunkte; SM oder PIM = erhaltene Strafminuten; +/− = Plus/Minus-Bilanz; PP = erzielte Überzahltore; SH = erzielte Unterzahltore; GW = erzielte Siegtore; 1 Play-downs/Relegation; Kursiv: Statistik nicht vollständig)